# Душеприказчик
Душеприказчик — исполнитель завещания. Термин «Душеприказчик» применялся в дореволюционном российском гражданском праве. В настоящее время он вновь введён в оборот статьёй 1134 ГК РФ: «1. Завещатель может поручить исполнение завещания указанному им в завещании гражданину-душеприказчику (исполнителю завещания)…».

## Происхождение слова
Происхождение слова связывают с тем, что в древних духовных завещаниях употреблялось выражение: «приказываю душу такому-то». Тот, кому приказывалась душа, и назывался душеприказчиком. Данное словоупотребление основывается на архаичном значении глагола «приказывать что-либо кому-либо», приводимом в словаре Даля, имеющем значение «поручать, отдавать на руки, на попечение, отдать под чье начальство».
В древнем русском праве существовали следующие виды душеприказчичества:
- в религиозно-нравственном смысле;
- в соединении с опекой и попечительством;
- в соединении с другими поручениями юридического характера — например, уплатой долгов, передачей имущества наследникам и т. п.

В первом, тесном смысле душеприказчичество понималось весьма редко. Институт душеприказчиков возникал и развивался у многих народов вполне самостоятельно и встречается почти во всех современных законодательствах. Происхождение его объясняют недоверием завещателя к добросовестности и заботливости наследников (Мурлон, Лоран).

## Виды душеприказчиков
Римское право различает душеприказчиков:
- назначаемых по завещанию (executores testamentarii);
- по соглашению между наследниками и легатариями (conventionales);
- определяемых самим государством (dativi, legales).

Из них только душеприказчики, назначаемые по завещанию, имеют своеобразный характер, так как душеприказчики по соглашению между наследниками и легатариями — обычные поверенные, а душеприказчики, определяемые государством — опекуны.
В дореволюционном российском праве и в большинстве иностранных кодексов существует только один вид душеприказчиков — душеприказчики, назначаемые по завещанию (exécuteur testamentaire, Testaments-Executoren, Vollzieher des letzten Willens).

## Деятельность душеприказчика
По своему характеру душеприказчик составляет своеобразный вид представительства. Свои полномочия душеприказчик получает от воли и выбора завещателя (подобно тому, как завещанием может быть назначен и опекун); он исполняет поручение завещателя. От обыкновенного уполномоченного или поверенного душеприказчик отличается тем, что поверенный действует только при жизни и притом в пользу и в интересах своего доверителя, деятельность же душеприказчика открывается лишь после смерти завещателя и направлена к пользе других лиц — наследников, легатариев, кредиторов завещателя и пр. Ввиду такой двойственности положения одни юристы утверждают, что душеприказчик является представителем не завещателя, а наследников (Унгер, Ферстер), другие признают душеприказчика поверенным завещателя (Лоран, Блунчли). К числу этих последних принадлежат и русские юристы (Победоносцев, Гольмстен, Гордон). Прусское земское право прямо признавало душеприказчика уполномоченным наследодателя. Такой же взгляд на душеприказчика сказывался, хотя и не прямо, в кодексах австрийском (§ 816), остзейском (ст. 2457 и 2459), саксонском (2237, 2238 и 2240) и Code civil (1032, 1033). В нашем Своде, содержащем лишь весьма немногие постановления о душеприказчиках, нет указания на существо этого института; но кассационная практика создала учение о душеприказчиках, во многом сходное с западноевропейскою доктриною и законодательствами. Сенат называет душеприказчика уполномоченным исполнителем воли умершего завещателя и вообще считает деятельность душеприказчика зависящею единственно от воли и распоряжения завещателя (ст. 1084 Х т., 1 ч., кас. реш. 78/68, 917/70, 578/73, 132/85 и др.). Согласие душеприказчика исполнить волю завещателя может быть выражено как при жизни последнего, так и после его смерти, письменно или словесно, прямо или безмолвно; но осуществление этой воли начинается лишь с момента смерти завещателя.
Некоторые законодательства признают, что душеприказчичество может быть установлено посредством договора с завещателем (Сакс. 2230 и Остз. 2453). По мнению французских юристов, назначение душеприказчика как распоряжение завещательное может быть сделано только в завещании. Такое же положение может быть выведено из общего смысла наших законов (ст. 991 и 1084 Зак. Гр., 25 Уст. гр. суд.). Вопрос о том, может ли лицо, принявшее на себя звание душеприказчика, отказаться от него без уважительных причин, некоторыми законодательствами разрешается отрицательно (Австр. 816; Сакс. 2233, 2235; Остз. 2455). Сенат склоняется к утвердительному ответу (кас. 873/71, 27/75; по мнению Победоносцева, душеприказчик не свободен в этом случае от ответственности за последствия своего отказа). В силу аналогии с представительством по доверенности, душеприказчиком может быть только тот, кто в праве вступать в договоры и обязательства вообще. В наших законах специально указан один только случай неспособности лица быть душеприказчиком: никто из служащих в карантинных учреждениях не имеет права быть душеприказчиком лиц, выдерживающих карантин (1085 гр. зак.). В большинстве западноевропейских государств завещатель пользуется полною свободою при определении круга деятельности душеприказчика, насколько это не противно закону. То же начало проглядывает и в нашем законодательстве и развивается кассационною практикою. «Духовные завещания исполняются душеприказчиком по воле завещателя» (ст. 1084 зак. гр.); душеприказчик имеет право производить иски по всем тем предметам, по которым это оказывается необходимым для исполнения возложенных на него завещателем распоряжений (ст. 25 У. гр. судопр.; кас. 863/71, 50/75, 322/75, 116/81). Если в завещании нет точного определения деятельности душеприказчика, то она определяется свойством и целью поручения. Душеприказчик приводит в известность и собирает всё наследственное имущество, имеет право производить и получать платежи, производить взыскание долгов и входить в соответствующие соглашения, защищать на суде (в случае спора) действительность завещания, отчуждать часть наследственного имущества для удовлетворения отказов и распределять остальное имущество между наследниками. На управление имуществом душеприказчик имеет право лишь тогда, когда оно предоставлено ему по завещанию. Разногласия в толковании завещания разрешаются судом. Почти все вышеуказанные права признаются за душеприказчиком и сенатом (1059/70, 1258/71, 50/75, 81/82, 132/85 и др.). На душеприказчика возлагается также обязанность представить завещание в суд для утверждения к исполнению, заявить о составе наследственного имущества и о цене его, а также внести причитающуюся с наследства пошлину; душеприказчик может просить об отсрочке или рассрочке взноса этой пошлина и обжаловать определение о взыскании её. Положение душеприказчика — зависимое, служебное; отсюда вытекает обязанность душеприказчика ответствовать и давать в своих действиях отчёт лицам, заинтересованным в наследственном имущества. Завещатель не может назначить безответственных, безотчётных душеприказчиков (Сакс. 2239; Code civil 1031, 1033; кас. 78/68, 917/70, 578/73, 6/79, 134/79, 116/81). Душеприказчик не может быть уполномочен завещателем на выбор наследника или на назначение указанным в завещании лицам долей наследства; это было бы равносильно предоставлению душеприказчику завещательного права (1026 зак. гр.; кас. 917/70, 863/71, 50/75).
Завещатель может назначить нескольких душеприказчиков. Они действуют отдельно или сообща, смотря по тому, определена ли в завещании деятельность каждого из душеприказчиков отдельно или нет. Во втором случае они ответствуют солидарно. Если один из нескольких душеприказчиков откажется или почему-либо не может исполнить возложенную на него обязанность, то остальные вправе действовать без него. Сенат признал, что в случае смерти одного из душеприказчиков волю завещателя вправе исполнить другой, оставшийся в живых (308/68, 27/75). Деятельность душеприказчика безвозмездная, однако не исключает возможности вознаграждения: завещатель может определить вознаграждение или сделать в чью-либо пользу назначение (легат) с тем условием, чтоб он принял на себя обязанность душеприказчика. В последнем случае, отказываясь от этих обязанностей, он лишается права и на отказанное имущество. Издержки, понесённые душеприказчиком по исполнению завещательных распоряжений, падают на счёт наследственного имущества. Деятельность душеприказчика прекращается при:
- при исполнении данного ему поручения;
- при истечением срока, на который оно дано, его смертью или потерей правоспособности;
- признанием завещания недействительным;
- объявлением завещателя несостоятельным и отстранением душеприказчика по распоряжению суда.